# Mouding
Mouding léase Móu-Ding (en chino:牟定县, pinyin:Móudìng xiàn) es un condado bajo la administración directa de la prefectura autónoma de Chuxiong. Se ubica al norte de la provincia de Yunnan, sur de la República Popular China. Su área es de 1494 km² y su población total para 2010 fue +200 mil habitantes.

## Administración
El condado Mouding se divide en 7 pueblos que se administran en 4 poblados y 3 villas. 